# Musée d'Orsay (stanice RER v Paříži)
Musée d'Orsay je podzemní nádraží příměstské železnice RER v Paříži, které se nachází v 7. obvodu na nábřeží Seiny. Slouží pro linku RER C. Původní nádraží Orsay bylo otevřeno v roce 1900 a sloužilo až do druhé světové války. Poté bylo zrušeno a nádražní budova byla přeměna v 80. letech na muzeum věnované umění 19. století pod jménem Musée d'Orsay. Budova je od roku 1978 chráněna jako historická památka.

## Historie
Nádraží bylo zprovozněno 28. května 1900 jako konečná stanice Železniční společnosti Paříž-Orléans (Compagnie du Chemin de fer de Paris à Orléans) u příležitosti světové výstavy. Tím byla železnice prodloužena ze Slavkovského nádraží až do centra Paříže, pouhých 600 metrů od Bourbonského paláce. Autorem nádraží je architekt Victor Laloux oceněný cenou Prix de Rome, který vystavěl monumentální halu doplňující velké stavby na nábřeží Seiny. Tři velké sochy jsou alegorie hlavních destinací železniční společnosti – Orléans, Bordeaux a Nantes. V západní části budovy vznikl hotel se 370 pokoji. Kvůli bohaté vnitřní výzdobě zajížděly na nádraží pouze elektrické lokomotivy. Parní lokomotivy proto byly na Slavkovském nádraží přepřaženy. Od 20. let byly zvažovány projekty spojení s nádražím Invalidovny a Lucemburským nádražím, ale byl postaven pouze začátek o délce asi 300 m směrem ke stanici Luxembourg, který následně sloužil při manipulaci vlaků na nádraží, později od roku 1939 jako depo osobních vlaků. Nástupiště byla pro další rozvoj železnice příliš krátká a nádraží bylo proto od roku 1939 určeno pouze pro příměstskou dopravu, takže vlaky dlouhých tratích končely opět na Slavkovském nádraží.

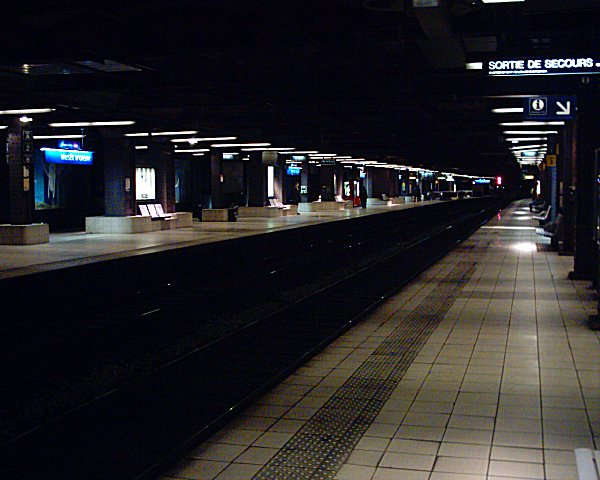
Podzemní nástupiště

V roce 1945 po skončení druhé světové války bylo nádraží určeno jako tranzitní místo pro francouzské válečné zajatce při jejich návratu z Německa. Během 50. let zůstal otevřen jen jeden přístup k příměstským linkám, zbytek stanice byl uzavřen. Hotel na nádraží byl uzavřen v roce 1973.
V 60. letech se v nádražní budově natočilo několik filmů, včetně zfilmovaného románu Proces Franze Kafky, několik let zde také sídlilo divadlo. Projekt v rámci renovace Paříže za prezidenta Charlese de Gaulla počítal s demolicí nádraží a výstavbou velkého hotelu. K tomu však nedošlo a budova byla v roce 1978 zapsána na seznam historických památek.
Na konci 70. let probíhala výstavba podzemního tunelu pro linku RER C, který v roce 1979 dosáhl do stanice Invalides vzdálené několik set metrů. Podzemní nástupiště Nádraží Orsay bylo zprovozněno 26. září 1979.
Původní nádražní budovu chtěl prezident Valéry Giscard d'Estaing přeměnit na muzeum umění z období let 1848–1914. Jeho myšlenku dokončil až jeho nástupce François Mitterrand, když bylo muzeum v roce 1986 po dlouhé a nákladné rekonstrukci otevřeno.

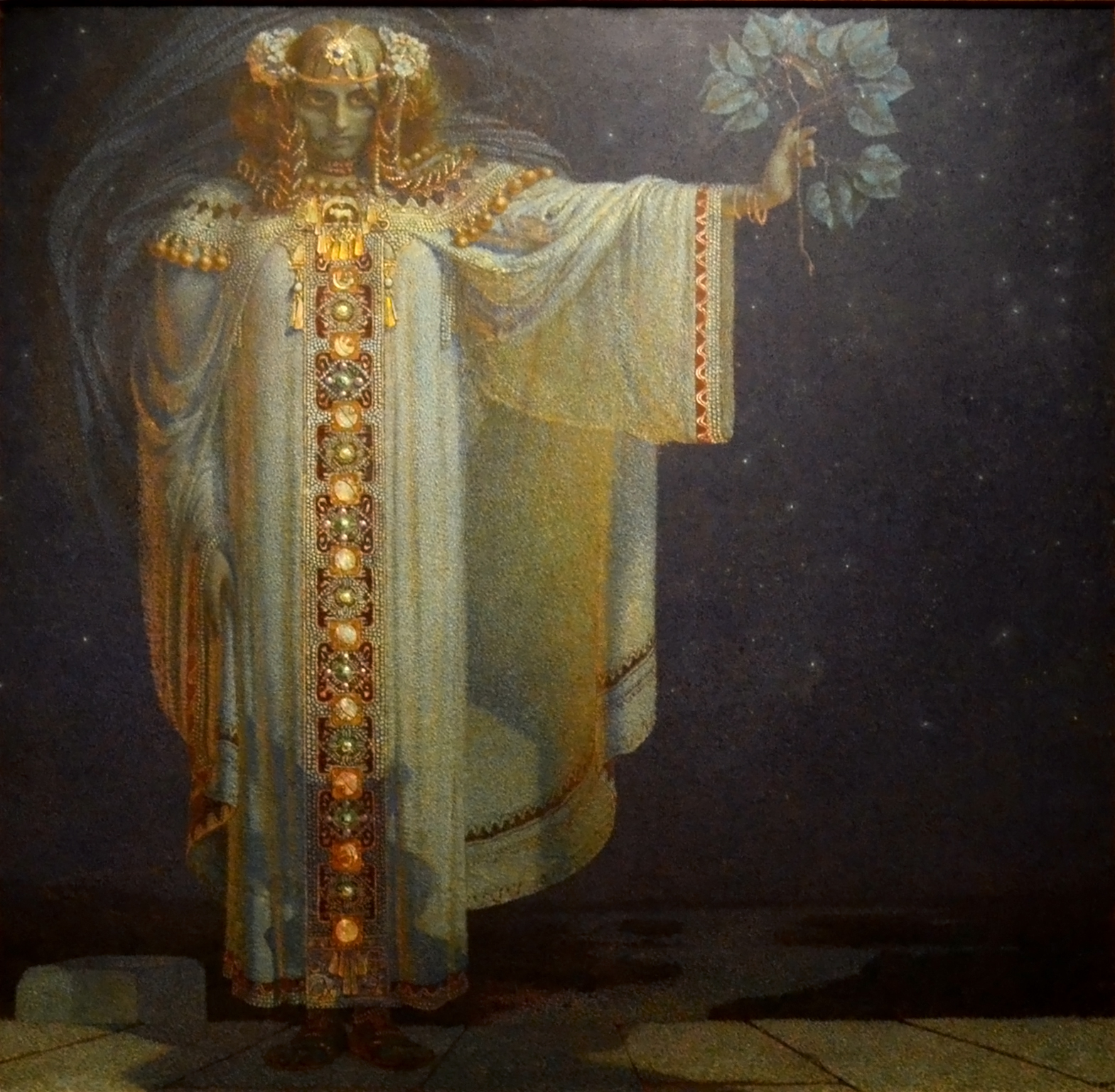
Karel Vítězslav Mašek: Libuše, 1893